# Ör, Växjö kommun
Ör är kyrkby i Örs socken i Växjö kommun i Kronobergs län belägen 12 kilometer norr om  Växjö vid riksväg 30. 
I byn ligger Örs kyrka.